# Ксинтия (циклон, 2010)
Циклон Ксинтия — необычайно мощный циклон, европейский ураган, прошедший над Западной Европой в период с 27 февраля по 1 марта 2010 года. Минимальное атмосферное давление в центре циклона 27 февраля 2010 года составляло 725,31 мм ртутного столба. Во Франции циклон был охарактеризован как наиболее мощный с 1999 года, когда над Европой прошли циклоны Лотар (фр.) и Мартин (фр.). В результате циклона Ксинтия во Франции погиб 51 человек, 12 человек пропало без вести. Ещё шесть человек погибли в Германии, 3 в Испании, 1 в Португалии, 1 в Бельгии, 1 в Великобритании. Большинство смертей во Франции произошло, когда мощный штормовой нагон вызвал волны высотой до 7,5 м, обрушившиеся во время прилива на прибрежный город Л’Эгюийон-сюр-Мер. Была разрушена противонагонная дамба, что позволило волнам ворваться в город. Особенно сильно пострадал трейлерный парк, расположенный рядом с набережной. Противонагонной дамбе было около двухсот лет, она была построена во времена Наполеона. По словам критиков, размещение трейлерного парка в непосредственной близости от набережной было плохой практикой развития прибрежных районов. Президент Николя Саркози выделил 3 млн евро (2,6 млн фунтов) на оказание неотложной помощи. В результате шторма возникли перебои с подачей электроэнергии в более 1 млн домов во Франции и для более 1 млн потребителей в Португалии.

## Последствия
Один миллион домов остался без электричества на западе Франции. В Верхних Пиренеях упавшие деревья повредили транспортные средства, снесли крыши домов и сараев, произошли камнепады. В департаменте Вандея такие города, как Ла-Фот-сюр-Мер, Л’Эгюийон-сюр-Мер, Ла-Транш-сюр-Мер, были затоплены. Уровень воды достигал 1,5 м. Наводнение затронуло часть Приморской Шаранты (пригороды Ла-Рошель, коммуны Фура, Марен, Шателайон-Плаж, а также острова Ре и Олерон), где был зарегистрирован высокоскоростной ветер (160 км/ч).
Затопленные железнодорожные пути привели к задержкам в работе железнодорожного транспорта во Франции. Железнодорожное сообщение на севере Испании также серьёзно пострадало. Авиакомпания Air France отменила 70 рейсов из аэропорта Париж — Шарль-де-Голль.
Ураган также нанёс ущерб в Португалии и Испании. Самый сильный порыв ветра, зарегистрированный в Португалии, достиг скорости в 166 км/ч, в то время как в Испании был зафиксирован порыв ветра со скоростью 228 км/ч. Во Франции порыв ветра со скоростью 241 км/ч был зафиксирован в Миди-де-Бигор.
Отягчающим последствием урагана явилось распространение вулканического пепла из вулкана Суфриер-Хилс. Облако пепла от вулкана достигло Великобритании, образуя видимую на спутниковых снимках дымку к северо-западу от циклона Ксинтия.
11 марта 2010 года компания EQECAT, занимающаяся моделированием риска катастроф, оценила потери от урагана для пострадавших стран, за исключением Португалии и Испании. Средний ущерб составил 1,3 млрд евро (приблизительно 1,8 млрд долларов США); средний страховой валовой ущерб — 994 млн евро (приблизительно 1,4 млрд долларов США). Через год после этого компания PERILS AG, агрегатор убытков в страховой отрасли, опубликовала оценку убытков от последствий циклона Ксинтия — 1,32 млрд евро, кроме страховых убытков, возмещённых во Франции.

## Реакция

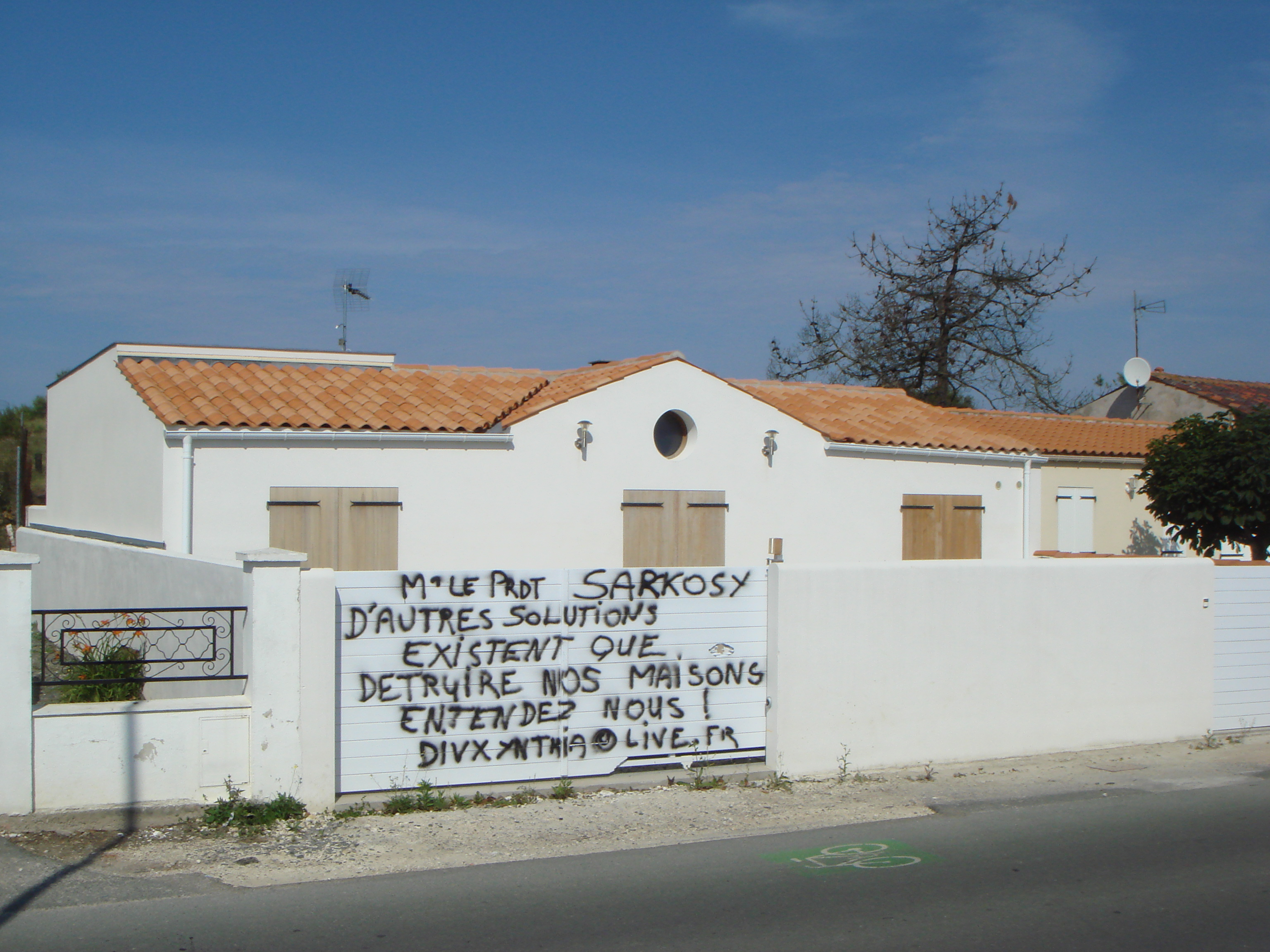
Протест против выселения после циклона Ксинтия в Этре, Франция

Метео-Франс опубликовал предупреждение об оранжевом уровне опасности погоды на период 27—28 февраля 2010 года для Андорры, департаментов Эн, Арьеж, Канталь, Финистер, Верхняя Гаронна, Жиронда, Изер, Луара, Верхняя Луара и Верхние Пиренеи. Предупреждение о высшем, красном, уровне опасности было опубликовано для департаментов: Приморская Шаранта, Вандея, Deux-Севр и Вена.
Для спасения людей с крыш домов после наводнения в Приморской Шаранте и Вандее были отправлены вертолёты. После событий во Франции 28 февраля 2010 года премьер-министр Франции Франсуа Фийон провёл экстренное совещание по поводу чрезвычайной ситуации.
Португальский институт метеорологии опубликовал предупреждения о высшем уровне погодной опасности для северных частей страны. Ожидались порывы ветра до 150 км/час, а в остальной части страны — до 120 км / час.

## Ответные меры
Французское правительство называло наводнения 2010 года «катастрофой». Историческое исследование прибрежных волн и нагонов во Франции, проведённое после урагана, показало, что во Франции до этого не было подобных событий с таким высоким уровнем смертности.
В ответ на наводнение в прибрежной зоне, вызванное циклоном Ксинтия, 8 апреля 2010 года французское правительство объявило, что было решено снести 1510 домов в пострадавших районах, из которых 823 — в Вандее и 595 в Приморской Шаранте. Правительство пообещало полностью возместить ущерб всем домовладельцам, исходя из стоимости недвижимости до урагана. Министерство финансов заявило, что выплаты составят по 250 000 евро за дом. В Вандее из 823 домов, подлежащих сносу, почти 700 домовладельцев приняли условия компенсации со стороны государства. Снос был произведён в марте 2011 года. В 2011 году осталось 79 человек, которые подали судебные иски против сноса домов.
В феврале 2011 года французское правительство подготовило документ под названием «План быстрого затопления: прибрежные наводнения, внезапные наводнения и аварии на дамбах». В этом плане подробно описана политика ответных мер, которые были применены не только для ликвидации последствий циклона Ксинтия в феврале 2010 года, но последствий сильного наводнения в июне 2010 года в департаменте Вар на юге Франции, в результате которого погибли 25 человек.

## Наблюдаемые порывы ветра
Порывы ветра, зарегистрированные во время циклона Ксинтия во Франции и Швейцарии:
| Страна    | Локация                            | Скорость, км/ч | Комментарии                                                              |
| --------- | ---------------------------------- | -------------- | ------------------------------------------------------------------------ |
| Франция   | Миди-де-Бигор                      | 238            | 2877 метров над уровнем моря                                             |
| Франция   | Дом                                | 209            | 1415 метров над уровнем моря                                             |
| Франция   | Ле Маркштейн                       | 172            | 1184 метров над уровнем моря                                             |
| Франция   | Силле                              | 161            | максимальная зарегистрированная скорость ветра за всю историю наблюдений |
| Франция   | остров Ре                          | 160            |                                                                          |
| Франция   | Париж (Эйфелева башня)             | 155            |                                                                          |
| Франция   | Шуийи                              | 148            |                                                                          |
| Франция   | Баньер-де-Люшон                    | 147            |                                                                          |
| Франция   | Сель-сюр-Урс                       | 144            |                                                                          |
| Франция   | Олерон                             | 140            |                                                                          |
| Франция   | Сент-Жам-ла-Плен, Бринда, Шастрекс | 138            |                                                                          |
| Франция   | Руайан                             | 137            |                                                                          |
| Франция   | Мец                                | 136            |                                                                          |
| Франция   | Шатору, Блуа, Ла-Рошель            | 132            | побит рекорд 1999 года в Шатору и Блуа                                   |
| Франция   | Ла-Рош-сюр-Йон, Фонтене-ле-Конт    | 131            |                                                                          |
| Франция   | мыс Ферре                          | 130            |                                                                          |
| Франция   | Нанжи                              | 128            |                                                                          |
| Франция   | Ньор                               | 127            |                                                                          |
| Франция   | Руасси-ан-Франс                    | 126            |                                                                          |
| Франция   | Бурж                               | 125            |                                                                          |
| Франция   | Пуатье                             | 123            |                                                                          |
| Франция   | Париж (Монсури)                    | 122            |                                                                          |
| Франция   | Лион                               | 105            |                                                                          |
| Швейцария | Ле Диабльре                        | 148,3          | 2966 метров над уровнем моря                                             |
| Швейцария | Альтдорф                           | 147,2          | 449 метров над уровнем моря                                              |
| Швейцария | Эвьона                             | 124,9          | 480 метров над уровнем моря                                              |
| Швейцария | Ла Доль                            | 121,1          | 1677 метров над уровнем моря                                             |
| Швейцария | Пиц Корвач                         | 119,9          | 3451 метров над уровнем моря                                             |
| Швейцария | Квартен, Молезон                   | 115,6          | на высоте 420 и 2002 метров над уровнем моря                             |
| Швейцария | Орон-ла-Виль                       | 112            | 830 метров над уровнем моря                                              |
| Швейцария | Ле-Бувре                           | 108,7          | 375 метров над уровнем моря                                              |
| Швейцария | Эгль                               | 105,1          | 381 метров над уровнем моря                                              |
| Швейцария | Гларус                             | 101,9          | 1478 метров над уровнем моря                                             |